# 经二路街道
经二路街道，是中华人民共和国陕西省宝鸡市渭滨区下辖的一个乡镇级行政单位。

## 行政区划
经二路街道下辖以下地区：
新建路社区、渭工路社区、新宝路社区、九冶社区、南关路社区、新民路社区、宝运司社区、经一路社区、省建七公司社区和省建二公司社区。